# Mongolië op de Olympische Winterspelen 1968
Tijdens de Olympische Winterspelen van 1968, die in Grenoble (Frankrijk) werden gehouden, nam Mongolië voor de tweede keer deel.

## Deelnemers en resultaten

### Biatlon
| Olympiër             | Discipline | Resultaat | Prestatie                    |
| -------------------- | ---------- | --------- | ---------------------------- |
| Bajanjavyn Damdinjav | 20 km (m)  | 38e       | 1:30.30,7 (+16.44,8) pen.: 6 |
| Bizjaagiin Dasjgai   | 20 km (m)  | 52e       | 1:34.55,8 (+21.09,9) pen.: 8 |

### Langlaufen
| Olympiër                      | Discipline | Resultaat | Prestatie            |
| ----------------------------- | ---------- | --------- | -------------------- |
| Gendgeegiin Batmönh           | 15 km (m)  | 52e       | 54.21,3 (+6.27,1)    |
| Gendgeegiin Batmönh           | 30 km (m)  | 56e       | 1:51.39,1 (+15.59,9) |
| Luvsan-Ajuusjiin Dasjdemberel | 15 km (m)  | 54e       | 54.46,4 (+6.52,2)    |
| Luvsan-Ajuusjiin Dasjdemberel | 30 km (m)  | 54e       | 1:50.52,7 (+15.13,5) |

### Schaatsen
| Olympiër               | Discipline | Resultaat | Prestatie      |
| ---------------------- | ---------- | --------- | -------------- |
| Luvsanlhagvyn Dasjnjam | 500 m (m)  | 38e       | 43,0 (+2,7)    |
| Luvsanlhagvyn Dasjnjam | 1500 m (m) | 49e       | 2.16,7 (+13,3) |
| Büjiin Jalbaa          | 1500 m (m) | 52e       | 2.18,0 (+14,6) |
| Luvsansharavyn Tsend   | 5000 m (m) | 36e       | 8.15,8 (+53,4) |

Argentinië · Australië · Bondsrepubliek Duitsland · Bulgarije · Canada · Chili · Denemarken · Duitse Democratische Republiek · Finland · Frankrijk · Griekenland · Groot-Brittannië · Hongarije · IJsland · India · Iran · Italië · Japan · Joegoslavië · Libanon · Liechtenstein · Marokko · Mongolië · Nederland · Nieuw-Zeeland · Noorwegen · Oostenrijk · Polen · Roemenië · Sovjet-Unie · Spanje · Tsjecho-Slowakije · Turkije · Verenigde Staten · Zuid-Korea · Zweden · Zwitserland